# Лабед, Ариана
Ариана Лабед (фр. Ariane Labed; род. 8 мая 1984, Афины, Греция) — греческая актриса.

## Биография
Лабед родилась в Греции во французской семье. После 10-летнего периода обучения танцевальному мастерству поступила в Университет Прованса по специальности «Теория и практика искусства». Является одним из основателей Vasistas Theatre Company, где сыграла во всех выступлениях. В 2010 году получила Кубок Вольпи за лучшую женскую роль в фильме «Аттенберг» на Венецианском кинофестивале 2010 года. Год спустя актриса появилась в фильме «Альпы», режиссером которого выступил её муж — Йоргос Лантимос. В том же году она снялась в сериале «Черное зеркало», в 2012 году — в фильме «Перед полуночью» и в коротком метре «Капсула».
В 2014 году получила главную роль в картине Люси Борлето «Фиделио или Одиссея Алисы». За роль в этом фильме получила номинацию «Самая многообещающая актриса» на премию «Сезар». В 2016 году снялась в фильмах «Остановка в пути» и «Кредо убийцы». В 2018 году сыграла роль в кинодраме «Мария Магдалина».
В 2024 году состоялся полнометражный режиссёрский дебют актрисы. Фильм «Сентябрь говорит» был представлен на 77-м Каннском кинофестивале
Ариана свободно разговаривает на французском, греческом и английском языках.

## Фильмография

### Актриса
| Год  |   | Русское название  | Оригинальное название | Роль                      |
| ---- | - | ----------------- | --------------------- | ------------------------- |
| 2010 | ф | Аттенберг         | Attenberg             | Марина                    |
| 2011 | ф | Альпы             | Άλπεις                | гимнастка                 |
| 2013 | ф | Перед полуночью   | Before Midnight       | Анна                      |
| 2015 | ф | Запретная комната | The Forbidden Room    | Алисия Уорлок / горничная |
| 2015 | ф | Ущербность        | Préjudice             | Кэролайн                  |
| 2015 | ф | Лобстер           | The Lobster           | служанка                  |
| 2016 | ф | Кредо убийцы      | Assassin's Creed      | Мария                     |
| 2016 | с | Чёрное зеркало    | Black Mirror          | Катарина                  |
| 2018 | ф | Мария Магдалина   | Mary Magdalene        | Рэйчел                    |
| 2019 | ф | Сувенир           | The Souvenir          | Гаранс                    |
| 2021 | ф | Сувенир: Часть 2  | The Souvenir Part II  | Гаранс                    |
| 2022 | ф | Извержение вкуса  | Flux Gourmet          | Ламина Проприа            |
| 2023 | ф | Вурдалак          | Le Vourdalak          | Сденка                    |
| 2024 | ф | Заплыв домой      | Swimming Home         | Китти                     |
| 2024 | ф | Бруталист         | The Brutalist         | взрослая София            |

## Награды
- Кубок Вольпи за лучшую женскую роль («Аттенберг») на Венецианском кинофестивале 2010
- Приз Mademoiselle Ladubay за лучшую женскую роль («Аттенберг») на Angers European First Film Festival
- Приз за лучшую женскую роль («Аттенберг») от Греческой киноакадемии в 2011